# Boykinia major
Boykinia major là một loài thực vật có hoa trong họ Saxifragaceae. Loài này được A.Gray miêu tả khoa học đầu tiên năm 1876.